# Phyllostachys mannii
Phyllostachys mannii är en gräsart som beskrevs av James Sykes Gamble. Phyllostachys mannii ingår i släktet Phyllostachys och familjen gräs. Inga underarter finns listade i Catalogue of Life.